# Föderation Kommunistischer Anarchisten Deutschlands
Die Föderation Kommunistischer Anarchisten Deutschlands (FKAD) war eine anarchistische Organisation, die während der Zeit der Weimarer Republik und in den Anfangsjahren des Nationalsozialismus existierte.

## Geschichte
Die FKAD, mit 500 Mitgliedern entstand 1919 als Nachfolgeorganisation der 1914 zerfallenen Anarchistischen Föderation Deutschlands (AFD). Diese war 1900 als Deutsche Föderation Revolutionärer Arbeiter gegründet worden und hatte sich 1903 umbenannt. In der FKAD vereinigten sich, in Abgrenzung zur anarchosyndikalistischen FAUD, vor allem die Anhänger der am kommunistischen Anarchismus Pjotr Kropotkins orientierten Variante des Anarchismus. Die bekanntesten Mitglieder der Organisation waren Rudolf Oestreich, Rudolf Rocker und Erich Mühsam. Letztgenannter wurde 1925 allerdings wegen des Vorwurfes einer gewissen Nähe zur KPD aus der Organisation ausgeschlossen, da Mühsam sich in der KPD-nahen Gefangenenhilfsorganisation Rote Hilfe Deutschlands engagierte, die er jedoch auch wegen politischer Differenzen später wieder verließ. Rocker trat aus der FKAD aus, weil diese in ihrem Organ Der Freie Arbeiter einen antisemitischen Artikel von Paul Robien, Der jüdische Nimbus, veröffentlichte. Die FKAD entfaltete ihre Wirkung neben ihrer Aufklärungsarbeit mit eigenem Verlag vor allem in der Solidarität mit international verfolgten Anarchisten und hatte auch Einflüsse auf die Siedlungs- und Freidenkerbewegungen. Dennoch stand sie stets im Schatten der anarcho-syndikalistischen FAUD. Regionale Schwerpunkte hatte sie in Berlin als ihr organisatorisches Zentrum und in Rheinland-Westfalen.
Als "oberste Vertretung" der Föderation fungierte der Kongress, der von der Geschäftskommission möglichst jährlich einberufen werden sollte. Er tagte 1920–1923 und 1925 in Berlin (ursprünglich war 1921 Magdeburg als Tagungsort vorgesehen), 1927 in Magdeburg, 1928 in Hamburg, 1929 in Kassel und zuletzt 1931 wieder in Berlin.
Die Aktivität von Widerstandsgruppen der FKAD gegen den Nationalsozialismus ist nach 1933 vor allem für den westdeutschen Raum, so in Krefeld, Düsseldorf und Aachen zu verzeichnen; diese Gruppen kooperierten zumeist mit örtlichen Strukturen der FAUD.

## Der Freie Arbeiter

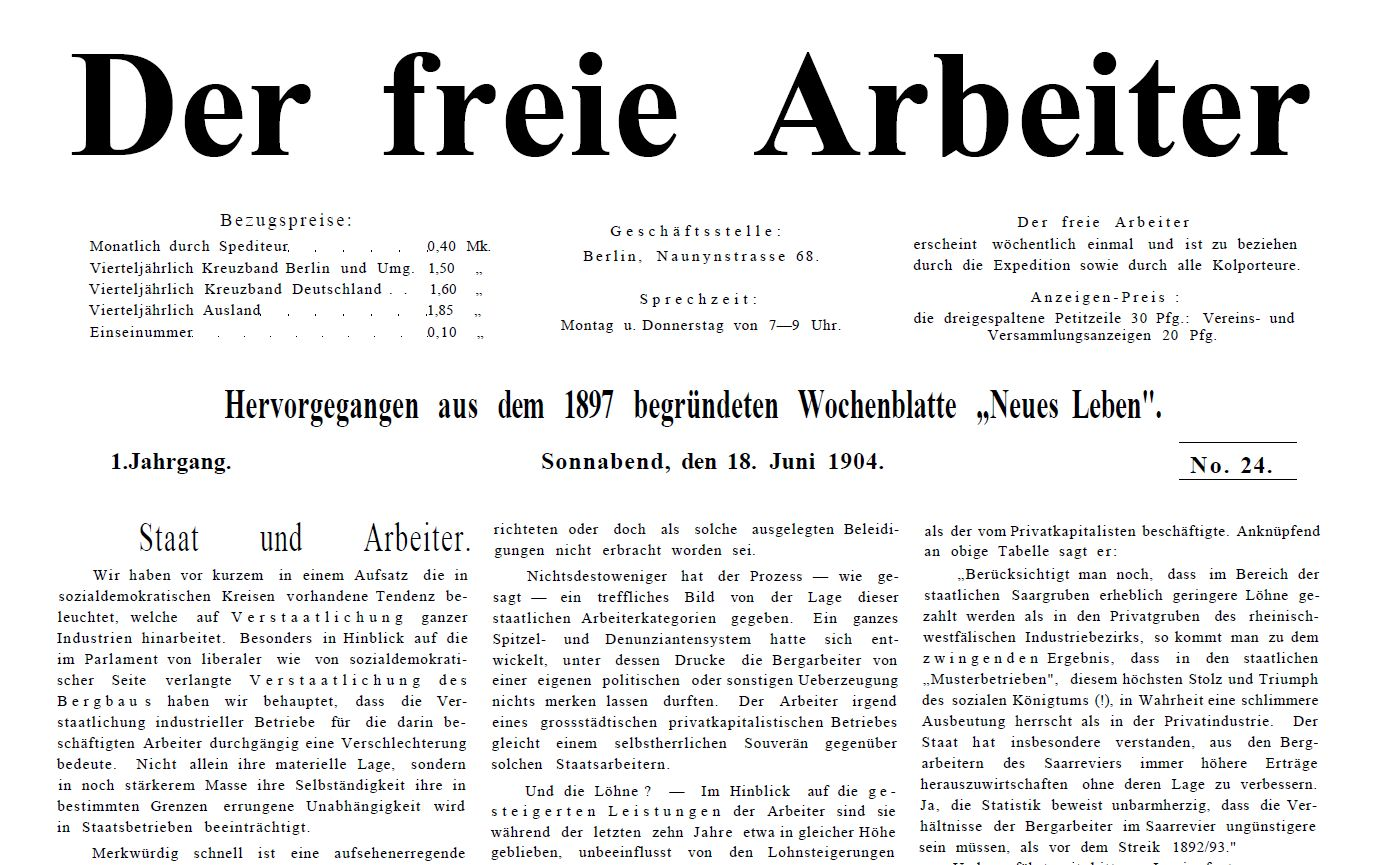
Titelseite der Zeitschrift Der freie Arbeiter vom 18. Juni 1904

Der Freie Arbeiter erschien 1904 in Berlin als anarchistische Zeitung mit dem Untertitel „Wissen und Wollen“. Sie war hervorgegangen aus dem 1897 gegründeten Wochenblatt Neues Leben und wurde von 1919 bis 1931 das Organ der Föderation Kommunistischer Anarchisten Deutschlands und ab 1932 der Anarchistischen Föderation Deutschlands. Herausgeber waren unter anderem Albert Weidner, Karl Kielmeyer, Rudolf Rocker, Joseph Oerter und Rudolf Oestreich. Sie erreichte zu Höchstzeiten eine Auflage von über 7000 Exemplaren. Rubriken und Beilagen waren Buchbesprechungen, Informationen über die Jugendbewegung,  Vereinskalender, ein anarchistisches Wochenblatt, Antimilitarismus und eine Schriftenreihe „Anarchistische Bibliothek“. Artikel und Beiträge von unter anderem Errico Malatesta, Pierre Ramus, Max Nettlau, Michail Bakunin, Emma Goldman, Erich Mühsam, John Henry Mackay, Berthold Cahn und Rudolf Rocker wurden in der zweiwöchentlich erschienenen Zeitschrift veröffentlicht. Zu weiteren Beiträgern zählten der junge Herbert Wehner sowie Heinrich Vogeler. Zwischen der Nr. 1 (1904) und der Nr. 31 (1914) wurden 86 Verbote erlassen. Ab der Nr. 31 (1. August 1914) wurde die Zeitschrift polizeilich verboten sowie Geldzuweisungen und Briefe von der Post gesperrt.